# C/2019 T5 (ATLAS)
C/2019 T5 (ATLAS) — короткоперіодична комета типу комети Галлея. Комета відкрита 8 жовтня 2019 року за допомогою системи телескопів ATLAS. На момент відкриття мала зоряну величину 18,9m. Абсолютна зоряна величина комети разом із комою становить 14,8m. 